# 九龍區專線小巴54線
九龍區專線小巴54線，由馬亞木旗下的勝運實業營運，來往順天邨及樂富。本路線開辦前，並沒有任何公共交通工具直接往來四順至黃大仙區內新蒲崗以西地區，因此本路線投入服務後，正好填補這個空白。
本路線設立其區間線54M，行車路線和九龍區專線小巴49M線完全一樣，來往順天邨及坪石（港鐵彩虹站），以轉乘港鐵的四順一帶居民為主要對象，但折返點於坪石總站內，所以行駛54M的車頭路線牌顯示為順天54M坪石（港鐵舊標誌）。雖本線稱為循環線，實際上往彩虹站方向的乘客到達坪石公共交通總站後必須全部下車，然後再重新上客並不作停留返回順天邨。
而九龍區專線小巴54S線是香港一條來往順利紀律部隊宿舍和黃大仙的小巴路線，以循環線運作，由勝運實業有限公司營運。

## 歷史
- 1991年11月30日：54投入服務，來往順天邨及樂富。[2]
- 2001年12月17日起54S線投入服務，主要方便順利紀律部隊宿舍居民往來坪石、彩虹及黃大仙區。[3]
- 2006年8月13日：配合坪石公共運輸交匯處(1樓平台)啟用，本線來往順天邨及坪石的區間線改以該處為總站，不再繞經牛池灣公共交通總站，同時該區間線獲編號為54M[4]。

## 行車路線
- 樂富方向，途經：順安道、利安道、新清水灣道、清水灣道、龍翔道、斧山道、彩虹迴旋處、彩虹道、沙田㘭道、東頭村道、鳳舞街、富美街及橫頭磡東道
- 順天方向，途經：橫頭磡東道、橫頭磡南道、富強街、富美街、鳳舞街、東頭村道、沙田㘭道、彩虹道、斧山道天橋、斧山道、迴旋處、斧山道、龍翔道、清水灣道、新清水灣道、新利街、利安道、順安道、順利邨道、秀茂坪道及順安道

54M
- 坪石方向，途經：順安道、利安道、新清水灣道、清水灣道及
- 順天方向，途經：坪石1樓公共運輸交匯處、清水灣道、新清水灣道、新利街、利安道、順安道、順利邨道、秀茂坪道及順安道

54S
- 途經：利安里、利安道、新清水灣道、清水灣道、龍翔道、正德街、沙田坳道、彩虹道、蒲崗村道、大磡道、龍翔道、清水灣道、坪石公共運輸交匯處＃、清水灣道、新清水灣道、新利街、利安道及利安里

## 收費
54
- 全程收費：$8.7
- 順天往來坪石：$4.6
- 順天往來新蒲崗：$6.0
- 順天往來黃大仙：$7.2
- 坪石往來新蒲崗：$4.6
- 坪石往來黃大仙：$6.0
- 坪石往來樂富：$7.2
- 彩虹往來黃大仙：$4.6
- 彩虹往來樂富：$6.0

54M
- 全程收費：$4.6(不設分段收費)

54S
- 全程收費：$7.2
  - 順利紀律部隊宿舍往來坪石：$4.6
  - 順利紀律部隊宿舍往來龍翔道(鑽石山站)：$6.0
  - 龍翔道(鑽石山站)往來黃大仙站：$4.6

### 八達通轉乘優惠
於此路線及港鐵市區線之間轉乘，可獲車費優惠，詳情如下：
| 首程交通服務 | 次程交通服務 | 次程節省金額 | 鐵路指定轉車站 | 備註                                   |
| ------------ | ------------ | ------------ | -------------- | -------------------------------------- |
| 港鐵市區線   | 54/54M       | 5毫          | 觀塘綫彩虹站   | 轉乘時限為首程入閘／登車拍卡起計60分鐘 |
| 54/54M       | 港鐵市區線   | 5毫          | 觀塘綫彩虹站   | 轉乘時限為首程入閘／登車拍卡起計60分鐘 |

此優惠只適用於使用成人八達通卡的乘客，其他類別或註有「學生身份」、「合資格殘疾人士身份」之八達通卡持有人無法享用此優惠。
備註
乘客請注意以下各項細則：
- 優惠只適用於成人八達通卡使用者，乘客須以同一張八達通卡繳付兩程車費。
- 必須於指定時限內完成轉乘，期間乘客不可以用同一張八達通卡乘搭其他交通工具，否則轉乘優惠將被取消；惟以該八達通卡進行與乘車無關的交易，如增值、購買汽水、使用公共電話、即影即有照片不多於9次則不受影響。
- 如乘客剛以同一張八達通卡享用機場快線「免費港鐵接駁」，則不可同時享用轉乘優惠。
- 如港鐵同時提供多項優惠，乘客只可享用最高優惠的一項。
- 在轉乘次程車程前，必須確保八達通卡之餘額為正數，設有自動增值系統之八達通卡則不受影響。

## 用車
此系列路線共使用23輛豐田Coaster小巴行走。
| 車牌   | 代數 | 備註                                            |
| ------ | ---- | ----------------------------------------------- |
| EK7776 | 7LL  |                                                 |
| EN6428 | 5LS2 |                                                 |
| KN3400 | 7LL  |                                                 |
| LM3435 | 5LS  | 主要行走54S線                                   |
| LM6733 | 5LS  |                                                 |
| LU7915 | 5LS2 |                                                 |
| LV3922 | 5LS2 | 主要行走54S線                                   |
| LX1605 | 5LS2 | 前10/31線用車                                   |
| LZ 255 | 5LS2 | 前10/31/47線用車                                |
| MA9269 | 5LS2 | 前47線用車                                      |
| MB3363 | 5LS2 | 前47線用車                                      |
| MB8651 | 5LS2 | 前47線用車                                      |
| MD8342 | 5LS2 | 紅轉綠                                          |
| VR2861 | 7LL  |                                                 |
| VR4346 | 7LL  |                                                 |
| VU5725 | 7LL  |                                                 |
| VZ3542 | 7LL  | 主要行走54S線 取代同時退役的MA5415(5LS)         |
| WA1496 | 7LL  | 取代同時退役的MA5616(5LS)                       |
| WD6117 | 7LL  | 主要行走54S線 取代調往32/33系路線的LW4059(5LS2) |
| WD8804 | 7LL  | 取代調往101M/102系路線的MA9463(5LS2)            |
| WE7679 | 7LL  | 取代同時退役的KP6425(5LS2)                      |
| WL1799 | 7LL  | 取代同時退役的LU1433(5LS2)                      |
| WL6158 | 7LL  | 取代同時退役的LU5647(5LS2)                      |

## 主要客源
- 到彩虹站站駁港鐵四順及彩雲區居民(此客源同時適用於其區間線54M)
- 54線沿途的短途客
- 新蒲崗工業區上下班的四順及彩雲區居民